# Орлик (хоккейный клуб)
«Орлик» (пол. MUKS Orlik Opole) — польский хоккейный клуб из города Ополе. 
Клуб основан в 1996 году. Домашней ареной клуба является стадион «Торополь».

## История
В сезоне 2013/14 команда заняла третье место в первой лиге. Благодаря этому «Орлик» вернулся в польскую лигу спустя 10 лет.